# Часовая башня (Джурджу)
Часовая Башня Джурджу (рум. Turnul Ceasornicului; тур. Yergöğü Saat Külesi) — исторический памятник, расположенный в румынском городе Джурджу. Министерство культуры и национального достояния Румынии присвоило ей статус памятника национального значения.
Башня была построена в 1771 году турками-османами при завоевании Джурджу. Первоначально она использовалась как маяк. Позднее её использовали в качестве наблюдательного пункта для предотвращения пожаров. После того, как Османская империя потеряла контроль над этой территорией, башня претерпела несколько изменений, превратившись в часовую башню.
Памятник является символом города Джурджу, а также символом жудеца Джурджу, изображенным на официальной эмблеме уезда.

## История
Османы начали строительство башни в 1770 году под аккурат русско-турецких войн. Согласно некоторым источникам, она была построена по планам неизвестного европейского инженера, в соответствии с военным стилем той эпохи. На протяжении многих лет местные жители предполагали, что башня могла быть построена генуэзскими основателями города, другие предполагали, что ее первоначальное предназначение было в качестве минарета и части комплекса мечети. Исследователи из румынского археологического музея Теохари Антонеску развенчали эти предположения как ложные, предоставив документальные доказательства того, что назначение башни заключалось в том, чтобы помочь войскам Османской империи контролировать и патрулировать территорию реки Дунай.
Аналогичным образом, подобные башни были построены в городах Болгарии, Албании и Сербии. Большинство из них были либо снесены местными жителями, либо разрушены во время войн за независимость этих стран против Османской империи.
Эта особая сторожевая башня была построена в слегка наклонном положении на высоте 22 метра, что делает ее уникальной на юго-востоке Европы. Она также использовалась в качестве наблюдательного пункта для военных во время русско-турецких войн. Она оставалась самым высоким зданием в городе до коммунистической эпохи, когда был построен жилой дом, превзошедший ее по высоте.
После того, как Румыния освободилась от Османской империи, башня претерпела несколько изменений. В XIX веке и после 1830 года к башне были добавлены часы, в конечном итоге создав нынешнюю башню. Ее архитектура несколько раз изменялась, особенно в попытке исправить различные повреждения, нанесенные постоянными войнами XIX века. Изменения начались в 1830 году и продолжались вплоть до Первой мировой войны. Во время Первой мировой войны большая часть Джурджу была уничтожена пожаром, включая верхние этажи башни.
Механизм часов был заменен несколько раз, а оригинальный механизм был обнаружен в 2005 году. Интересным аспектом башни является ее шестиугольный план, который окружает основание, которое в XIX веке служило домом для пожарных, полиции и мэрии.
По мере того, как Джурджу расширялся и развивался, городские планы включали Часовую башню в качестве центральной точки города. Согласно Эмилю Паунеску, директору музея Теохари Антонеску в Джурджу, первое включение башни в городскую застройку было сделано австрийским инженером Моррисом Ван Оттом в официальных городских планах, одной из характеристик которого заключалась в том, что в его центре когда-то была круглая площадь, которую местные жители называли «блюдцем» (Farfuria Cu Tei) из-за ее круглой формы.
После того, как Румыния вступила в Первую мировую войну в 1916 году, Джурджу был в основном разрушен. Бухарест и южная часть Румынии были оккупированы. Командование было у немцев, но большинство из тех, кто находился поблизости и в Джурджу, были болгарами. Войска были чрезвычайно жестоки, мстя местным жителям Джурджу за их роль в Балканской войне, в ходе которой была занята Южная Добруджа. Болгарские войска не встретили сопротивления, и не было никаких уличных боев. Однако после того, как войска вошли в город, они подожгли город и башню, убив большую часть людей на своем пути. В результате, в 1918 году, когда болгары ушли, более половины города Джурджу было снесено.
Башня впоследствии была отремонтирована, но в 1932 году снова осталась без крыши. После окончания экономического кризиса реконструкция была поручена архитектору Хории Теодору, который завершил еще одну реконструкцию в 1934 году. Однако во время этой реконструкции здание, окружавшее основание башни, не было восстановлено.
С установлением коммунистической власти в Румынии и строительством жилых многоквартирных домов началось медленное уничтожение исторического вида города и района с башней. Коммунистическое правительство планировало построить жилые дома так, чтобы они образовали прямоугольник вокруг башни, и даже рассматривало возможность физического перемещения часовой башни. Эти планы так и не были реализованы. Однако жилой дом в советском стиле коммунистического периода под названием «Ева» стал новым самым высоким сооружением в городе Джурджу.
После Румынской революции представители музея «Теохари Антонеску» запросили у местных властей разрешение на оценку и обследование башни. Оценка была завершена в 1996 году. Новая серия реконструкций началась в 2001 году и закончилась в 2007 году. Основное внимание в этой последней реконструкции было уделено укреплению фундамента башни, усилению конструкции путем армирования ее бетоном и, в очередной раз, восстановлению верхней части башни.
Сегодня башня является местной туристической достопримечательностью и ее можно посетить в любое время. Основная территория вокруг башни была перестроена в соответствии с историческими планами. Пространство вокруг башни было сдано в аренду, и там было построено множество кафе и ресторанов. Местные жители считают перестроенную территорию китчем и лишенной красоты старой площади. По их мнению, современные здания с магазинами и ресторанами не должны были строиться рядом с историческим памятником. После ряда протестов местных жителей в 2000-х годах площадь вокруг башни не была расширена.